# Saison 2019 de l'équipe cycliste Delko Marseille Provence
La saison 2019 de l'équipe cycliste Delko Marseille Provence est la trente-sixième de cette équipe.

## Préparation de la saison 2019

### Sponsors et financement de l'équipe

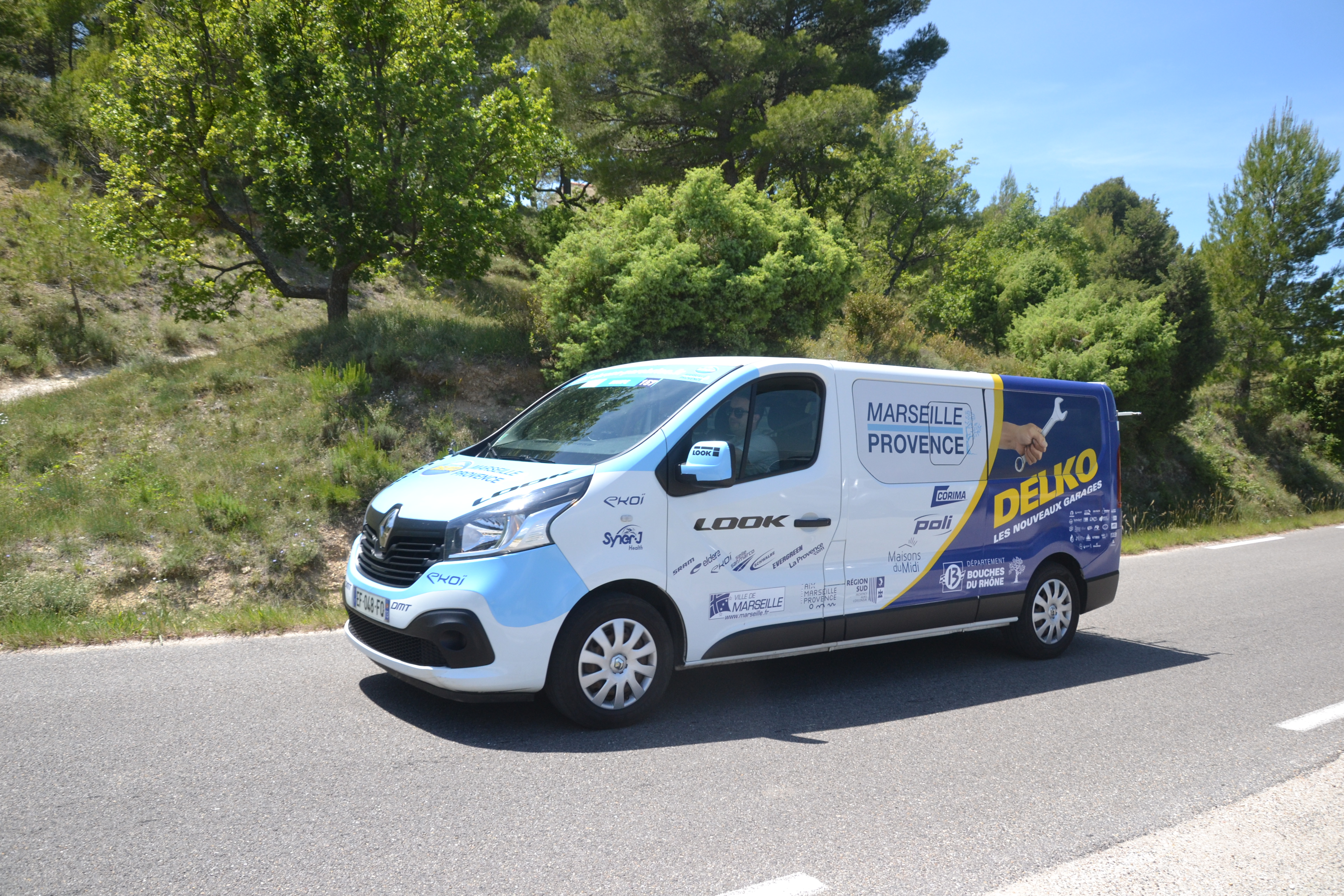
véhicule d'assistance de l'équipe Delko Marseille Provence

Delko est le sponsor principal de l'équipe depuis 2016. Ce réseau de garages automobiles franchisés s'est engagé avec l'équipe jusqu'en 2022.
Delko-Marseille Provence est désormais équipée par les cycles Look, et non plus par KTM qui était également sponsor-titre de 2015 à 2018. Les coureurs utilisent les cadres Look 795 Blade RS, 785 Huez RS et 796 Monoblade. Look a déjà été fournisseur de l'équipe de 2003 à 2010. Celle-ci fournit également ces pédales Exakt. Les vélos sont équipés de roues Corima.

### Arrivées et départs
| Arrivées             | Équipe 2018                              |
| -------------------- | ---------------------------------------- |
| Alessandro Fedeli    | Trevigiani Phonix - Hemus 1896           |
| Eduard-Michael Grosu | Nippo-Vini Fantini-Europa Ovini          |
| Ramunas Navardauskas | Bahrain-Merida                           |
| Rémy Rochas          | Bourg-en-Bresse Ain                      |
| Fabien Schmidt       | Côtes d'Armor-Marie Morin-Véranda Rideau |

| Départs                 | Équipe 2019 |
| ----------------------- | ----------- |
| Rémy Di Grégorio        |             |
| Ángel Madrazo           | Burgos-BH   |
| Yannick Martinez        |             |
| Nikolay Mihaylov        |             |
| Jhon Anderson Rodríguez | EPM - Scott |
| Gatis Smukulis          |             |

## Coureurs et encadrement technique

### Effectif

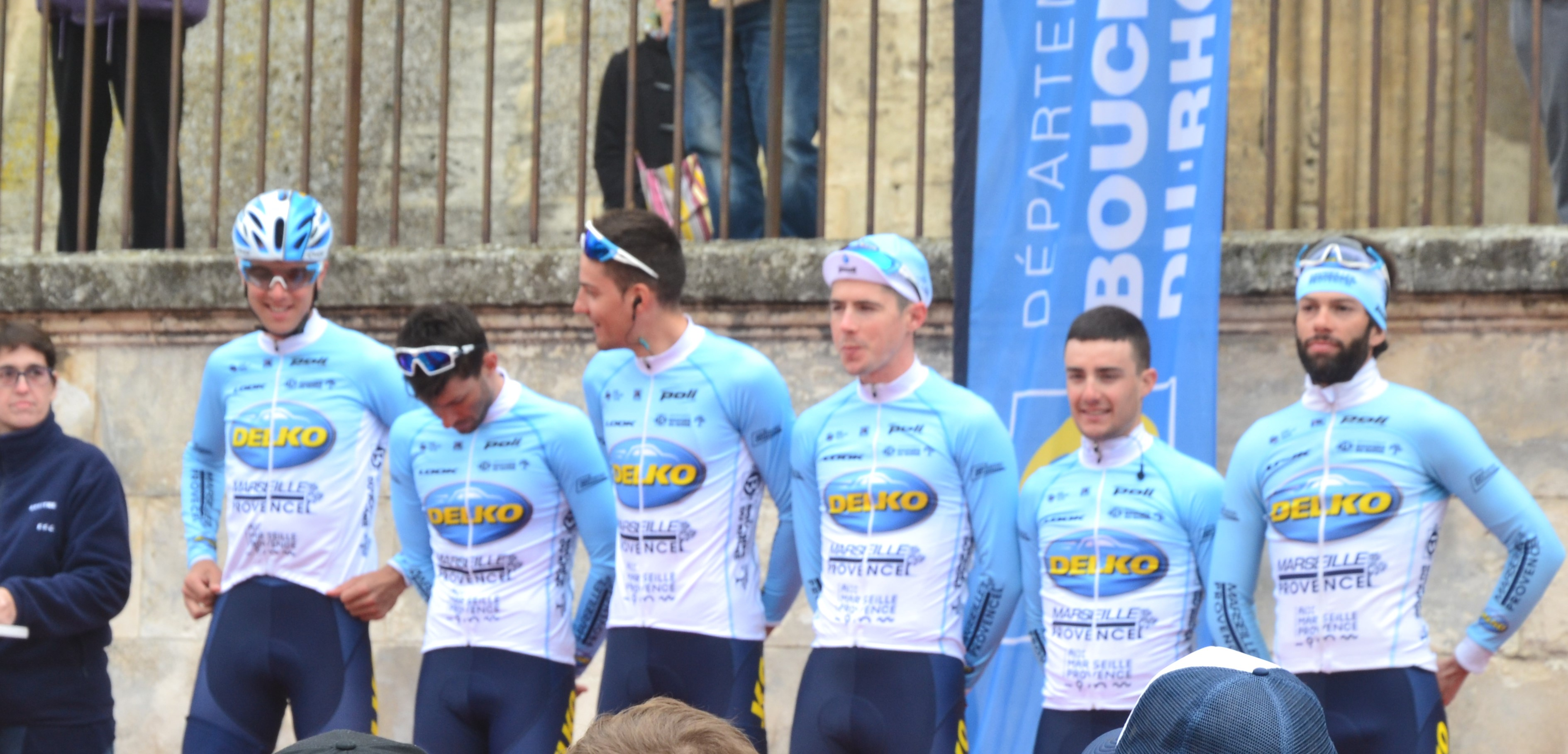
Tour la Provence, au départ d'Avignon

| Cycliste                 | Date de naissance | Nationalité | Équipe 2018                                             |  |
| ------------------------ | ----------------- | ----------- | ------------------------------------------------------- |  |
| Joseph Areruya           | 1er janvier 1996  | Rwanda      | Delko-Marseille Provence-KTM                            |  |
| Romain Combaud           | 1er avril 1991    | France      | Delko-Marseille Provence-KTM                            |  |
| Lucas De Rossi           | 16 août 1995      | France      | Delko-Marseille Provence-KTM                            |  |
| Julien El Fares          | 1er juin 1985     | France      | Delko-Marseille Provence-KTM                            |  |
| Alessandro Fedeli        | 2 mars 1996       | Italie      | Trevigiani Phonix - Hemus 1896                          |  |
| Delio Fernández          | 17 février 1986   | Espagne     | Delko-Marseille Provence-KTM                            |  |
| Iuri Filosi              | 17 janvier 1992   | Italie      | Delko-Marseille Provence-KTM                            |  |
| Mauro Finetto            | 10 mai 1985       | Italie      | Delko-Marseille Provence-KTM                            |  |
| Eduard-Michael Grosu     | 4 septembre 1992  | Roumanie    | Nippo-Vini Fantini-Europa Ovini                         |  |
| Alexis Guérin            | 6 juin 1992       | France      | Girondins de Bordeaux puis Delko-Marseille Provence-KTM |  |
| Brenton Jones            | 12 décembre 1991  | Australie   | Delko-Marseille Provence-KTM                            |  |
| Przemysław Kasperkiewicz | 1er mars 1994     | Pologne     | Delko-Marseille Provence-KTM                            |  |
| Jérémy Leveau            | 17 avril 1992     | France      | Delko-Marseille Provence-KTM                            |  |
| Javier Moreno            | 18 juillet 1984   | Espagne     | Delko-Marseille Provence-KTM                            |  |
| Ramunas Navardauskas     | 30 janvier 1988   | Lituanie    | Bahrain-Merida                                          |  |
| Rémy Rochas              | 18 mai 1996       | France      | Bourg-en-Bresse Ain                                     |  |
| Fabien Schmidt           | 23 mars 1989      | France      | Côtes d'Armor-Marie Morin-Véranda Rideau                |  |
| Evaldas Šiškevičius      | 30 décembre 1988  | Lituanie    | Delko-Marseille Provence-KTM                            |  |
| Julien Trarieux          | 19 août 1992      | France      | Delko-Marseille Provence-KTM                            |  |
| Stagiaire                | Date de naissance | Nationalité | Équipe 2019                                             |  |
| Simon Carr               | 29 août 1998      | Royaume-Uni | AVC Aix-en-Provence                                     |  |
| Alexandre Delettre       | 25 octobre 1997   | France      | VC Villefranche Beaujolais                              |  |
| Mickaël Guichard         | 29 août 1993      | France      | Team Pro Immo Nicolas Roux                              |  |

## Bilan de la saison

### Victoires
| Date       | Course                                    | Pays      | Classe | Vainqueur                |
| ---------- | ----------------------------------------- | --------- | ------ | ------------------------ |
| 24/02/2019 | 1re étape du Tour du Rwanda               | Rwanda    | 2.1    | Alessandro Fedeli        |
| 01/03/2019 | 6e étape du Tour du Rwanda                | Rwanda    | 2.1    | Przemysław Kasperkiewicz |
| 10/06/2019 | Tour du Limbourg                          | Belgique  | 1.1    | Eduard-Michael Grosu     |
| 22/06/2019 | Championnat du Rwanda du contre-la-montre | Rwanda    | CN     | Joseph Areruya           |
| 30/06/2019 | Championnat de Lituanie sur route         | Lituanie  | CN     | Ramūnas Navardauskas     |
| 15/07/2019 | 2e étape du Tour du lac Qinghai           | Chine     | 2.HC   | Brenton Jones            |
| 16/07/2019 | 3e étape du Tour du lac Qinghai           | Chine     | 2.HC   | Eduard-Michael Grosu     |
| 19/07/2019 | 6e étape du Tour du lac Qinghai           | Chine     | 2.HC   | Eduard-Michael Grosu     |
| 19/09/2019 | 2e étape du Tour de Slovaquie             | Slovaquie | 2.1    | Eduard-Michael Grosu     |
| 02/10/2019 | 2e étape du Tour de Croatie               | Croatie   | 2.1    | Eduard-Michael Grosu     |
| 06/10/2019 | 6e étape du Tour de Croatie               | Croatie   | 2.1    | Alessandro Fedeli        |
| 14/10/2019 | 5e étape du Tour du lac Taihu             | Chine     | 2.1    | Brenton Jones            |

### Résultats sur les courses majeures
Les tableaux suivants représentent les résultats de l'équipe dans les principales courses du calendrier international dans lesquelles l'équipe bénéficie d'une invitation (les cinq classiques majeures et les trois grands tours). Pour chaque épreuve est indiqué le meilleur coureur de l'équipe, son classement ainsi que les accessits glanés par Delko Marseille Provence sur les courses de trois semaines.

#### Classiques
| Classique            | Milan-San Remo | Tour des Flandres | Paris-Roubaix            | Liège-Bastogne-Liège | Tour de Lombardie |
| -------------------- | -------------- | ----------------- | ------------------------ | -------------------- | ----------------- |
| Coureur (classement) | Non invitée    | Non invitée       | Evaldas Šiškevičius (9e) | Non invitée          | Non invitée       |

#### Grands tours
| Grand tour           | Tour d'Italie | Tour de France | Tour d'Espagne |
| -------------------- | ------------- | -------------- | -------------- |
| Coureur (classement) | Non invitée   | Non invitée    | Non invitée    |
| Accessits            | -             | -              | -              |